# 韩宗元
韩宗元（1927年3月—2017年1月9日），河南密县人，中华人民共和国政治人物。

## 生平
1947年毕业于河南省汲县高级师范学校，1949年在开封中原大学学习结业。1949年1月，参加革命工作，1953年2月，加入中国共产党。曾任新乡城关一小教师，密县来集完小教导主任，密县人民政府教育科副科长、科长，郑州专署行政干校扫盲班班主任，荥阳高中、荥阳二高、荥阳大学书记、校长，开封地区教育局副局长，洛阳4052工程指挥部秘书长，新郑柴油机厂支部书记，开封地区柴油机厂党委副书记，密县县委常委、办公室主任，开封地区教育局局长，开封地区文委副主任等职。1988年离休。2017年1月9日，在新密市逝世，享年90岁。